# Shai Hope
Shai Diego Hope (nacido el 10 de noviembre de 1993) es un jugador de críquet de las Indias Occidentales. En junio de 2018, fue nombrado Jugador de críquet masculino del año, Jugador del año de Test Cricket y Jugador de críquet del año One Day International en los Premios anuales de críquet de las Indias Occidentales. En octubre de 2018, Cricket West Indies (CWI) le otorgó a Hope un contrato en todos los formatos de cricket para la temporada 2018-19. Hope fue nombrada en el equipo de las Indias Occidentales para la Copa Mundial de Cricket 2019. El Consejo Internacional de Cricket (ICC) nombró a Hope como el jugador clave del equipo de las Indias Occidentales antes del torneo. En abril de 2018, fue nombrado uno de los cinco jugadores de críquet del año de Wisden.

## Trayectoria deportiva
Hope hizo su debut en Test Cricket contra Inglaterra el 1 de mayo de 2015. En agosto de 2016, fue agregado al equipo de las Indias Occidentales para su serie Test Cricket contra India. En noviembre de 2016, Hope hizo su debut en One Day International (ODI) contra Sri Lanka. En diciembre de 2017, Hope se agregó al equipo Twenty20 de las Indias Occidentales antes de su serie contra Nueva Zelanda. Hizo su debut en Twenty20 para las Indias Occidentales contra Nueva Zelanda el 29 de diciembre de 2017.